# 860 Ursina
860 Ursina è un asteroide della fascia principale del diametro medio di circa 29,32 km. Scoperto il 22 gennaio 1917 dall'astronomo tedesco Max Wolf, presenta un'orbita caratterizzata da un semiasse maggiore pari a 2,7953735 UA e da un'eccentricità di 0,1090442, inclinata di 13,31408° rispetto all'eclittica.
L'origine del suo nome è sconosciuta.